# أبو بكر بن أبي خيثمة
أبو بكر أحمد بن أبي خيثمة (زهير بن حرب) بن شداد. توفي حوالي عام 279 هـ. من رواة الحديث عند أهل السنة والجماعة. وأصله من نسا.
كان أبوه أبو خيثمة من العلماء ورواة الحديث النبوي، وكان عمّه زاهر بن حرب كاتباً لوالي مكة. فنشأ أبو بكر بن أبي خيثمة في بيت علميّ، فأسمعه أبوه من صغره ورعاه في مراحله المختلفة، كما انتقى له الشيوخ ودلّه على الأئمة وأخذه معه في رفقة عدد من المحدّثين كابن معين وأحمد بن حنبل. فكتب عنهم وسمع منهم. قال ابن أبي خيثمة في كتابه في ترجمة عبد الله بن جعفر بن غيلان: «كتبنا عنه سنة ثمان عشرة ومائتين، وأبي ويحيى بن معين معنا.»
قال الخطيب البغدادي: «أخذ علم الحديث عن يحيى بن معين، وأحمد بن حنبل، وعلم النسب عن مصعب بن عبد الله الزبيري، وأيام الناس عن أبي الحسن المدائني، والأدب عن محمد بن سلام الجمحي.» وقال: «ولا أعرف أغزر فوائد من كتاب التاريخ الذي صنفه ابن أبي خيثمة.»

## أقوال العلماء فيه
- قال الخطيب البغدادي:«كان ثقة، عالما متقنا حافظا بصيرا بأيام الناس، راوية للأدب»[2]
- وقال الدارقطني: «ثقة مأمون»[2]
- وقال الذهبي: «الحافظ الحجة الإمام.»[5]

## شيوخه وتلاميذه
- شيوخه ومن روى عنهم:

أبوه، وأبو نعيم، وهوذة بن خليفة، وعفان، ومحمد بن سابق، وأبا سلمة التبوذكي، وأبا غسان النهدي، وأحمد بن يونس، وقطبة بن العلاء، ومسلم بن إبراهيم، وأحمد بن إسحاق الحضرمي، وموسى بن داود الضبي، وحسين بن محمد المروذي، وسعيد بن سليمان، وخالد بن خداش، وسريج بن النعمان، وسليمان بن حرب، وأحمد بن حنبل، وعلي بن الجعد، وخلف بن هشام، وأمم سواهم.
- تلاميذه ومن روى عنه:

ابنه: محمد بن أحمد الحافظ، وأبو القاسم البغوي، ويحيى بن صاعد، وعلي بن محمد بن عبيد، ومحمد بن مخلد، ومحمد بن أحمد الحكيمي، وإسماعيل بن محمد الصفار، وأبو سهل بن زياد، وقاسم بن أصبغ، وأحمد بن كامل، وخلق.

## مؤلفاته
له كتاب «التاريخ الكبير» ويعرف أيضاً بـ «تاريخ ابن أبي خيثمة» وهو مطبوع. وهو كتاب في تراجم الرجال كما أورد فيه المؤلف الكثير من الأحاديث من مسموعاته بأسانيده.